# Papa Leon al XIV-lea
Papa Leon al XIV-lea  (născut Robert Francis Prevost; n. 14 septembrie 1955, Chicago, Illinois, SUA) este al 267-lea papă al Bisericii Catolice și suveran al Statului Cetății Vaticanului din 8 mai 2025. A ocupat funcția de prefect al Dicasterului pentru Episcopi și președinte al Comisiei Pontificale pentru America Latină din 2023. Anterior a slujit ca episcop de Chiclayo în Peru, între 2015 și 2023, și a fost prior general al Ordinului Sfântului Augustin între 2001 și 2013. În 2015 cardinalul Prevost a devenit cetățean naturalizat al Peru, fapt confirmat de Registrul Național de Stare Civilă din Peru. În data de 8 mai 2025 a fost ales papă în Conclavul din 2025, devenind primul papă născut în America de Nord sau în Statele Unite.
Născut la Chicago, Prevost și-a petrecut prima parte a carierei acolo, lucrând pentru augustinieni. A slujit în Peru între 1985 și 1986 și între 1988 și 1998 ca pastor parohial, oficial diecezan, profesor de seminar și administrator apostolic, episcop titular de Chiclayo. El a fost numit cardinal în 2023.
În 2023 papa Francisc l-a numit pe Prevost prefect al Dicasterului pentru Episcopi, un rol important care i-a ridicat profilul ca potențial candidat papal.

## Biografie

### Tinerețe
Robert Prevost s-a născut la Chicago pe 14 septembrie 1955, fiul unui tată de origine franceză și italiană, Louis Marius Prevost, și al unei mame de origine hispanică, Mildred Martinez. Tatăl său a fost veteran al Marinei Statelor Unite în cel de-Al Doilea Război Mondial și administrator școlar. Și-a terminat studiile secundare la seminarul mic al Ordinului Sfântului Augustin în 1973. Prevost a obținut o licență în matematică la Universitatea Villanova în 1977.
Hotărând să devină preot, Prevost s-a alăturat Ordinului Sfântului Augustin în septembrie 1977. A depus primele jurăminte către ordin în septembrie 1978 și jurămintele solemne în august 1981. În anul următor, i s-a acordat o diplomă de master în teologie de la Uniunea Teologică Catolică din Chicago.

### Viața personală
Prevost vorbește engleză, spaniolă, italiană, franceză și portugheză și poate citi latină și germană.

### Preoție
Prevost a fost hirotonit preot de către Arhiepiscopul Jean Jadot pentru Augustinienii din Roma la 19 iunie 1982. A obținut licența în drept canonic în 1984 și doctoratul în drept canonic în 1987 de la Colegiul Pontifical "Sfântul Toma de Aquino" din Roma.
Prevost s-a alăturat misiunii augustiniene din Peru în 1985 și a ocupat funcția de cancelar al Prelaturii Teritoriale de Chulucanas din 1985 până în 1986.
În 1988, Prevost s-a întors în Peru, petrecând următorii zece ani conducând seminarul augustinian din Trujillo. De asemenea, a predat dreptul canonic la seminarul diecezan și a ocupat funcția de prefect al studiilor. Prevost a fost judecător al tribunalului ecleziastic regional și membru al Colegiului Consultanților din Trujillo. De asemenea, a condus o congregație la periferia orașului.

### Conducerea augustiniană
În 1998, Prevost a fost ales provincial al Provinciei Augustiniene din Chicago și s-a întors în Statele Unite pentru a prelua această funcție pe 8 martie 1999.
În anul 2000, Prevost i-a permis părintelui James Ray, un preot augustinian, să locuiască la mănăstirea St. John Stone din Chicago. Ray fusese suspendat din funcția publică din 1991 din cauza unor acuzații credibile de abuz sexual asupra minorilor. Deși mănăstirea era aproape de o școală elementară catolică, Prevost nu a anunțat administrația școlii despre Ray. Augustinienii au remarcat că lui Ray i s-a atribuit un supraveghetor în timp ce se afla la St. John Stone. Ray a fost mutat într-o altă reședință în 2002, când Conferința Episcopilor Catolici din SUA a adoptat reguli mai stricte pentru tratarea preoților acuzați de abuz asupra minorilor. 
În 2001, Prevost a fost ales pentru un mandat de șase ani ca prior general al Augustinienilor. A fost ales pentru un al doilea mandat de șase ani în 2007. Din 2013 până în 2014, Prevost a ocupat funcția de director de formare în Mănăstirea Sfântul Augustin din Chicago, precum și de prim consilier și vicar provincial al provinciei Maica Noastră a Bunului Sfat, care acoperă vestul Statelor Unite.

### Episcop de Chiclayo
La 3 noiembrie 2014 papa Francisc l-a numit pe Prevost administrator apostolic al Diecezei de Chiclayo și episcop titular de Sufar. A primit hirotonirea episcopală pe 12 decembrie 2014, la Catedrala Sfânta Maria din Chiclayo. Pe 26 septembrie 2015, a fost numit episcop de Chiclayo.
Pe 13 iulie 2019 Prevost a fost numit membru al Congregației pentru Cler din Roma, deși inițial a declarat că doar cei umili sunt eligibili. La 15 aprilie 2020 a fost numit administrator apostolic al Diecezei Callao din Peru. Pe 21 noiembrie 2020 papa Francisc l-a numit membru al Congregației pentru Episcopi.
În cadrul Conferinței Episcopale din Peru, Prevost a făcut parte din consiliul permanent pentru mandatul 2018-2020. A fost ales în 2019 președinte al Comisiei pentru Educație și Cultură. De asemenea, a fost membru al conducerii Caritas Peru. Prevost a fost primit de papa Francisc în audiență privată pe 1 martie 2021, acest fapt alimentând speculațiile despre o nouă misiune fie la Chicago, fie la Roma.

### Dicasterul pentru Episcopi
La 30 ianuarie 2023, Francisc l-a numit pe Prevost prefect al Dicasterului pentru Episcopi cu titlul de arhiepiscop-episcop emerit de Chiclayo. La consistoriul din 30 septembrie, Francisc l-a numit cardinal-diacon al Bisericii Santa Monica degli Agostiniani din Roma.

### Candidat pentru papalitate
Prevost a fost considerat un posibil candidat la papalitate după moartea papei Francisc. În 2023, papa Francisc l-a numit prefect al Dicasterului pentru Episcopi, o poziție cheie în cadrul Curiei Romane. Biroul este responsabil pentru evaluarea și recomandarea candidaților pentru episcopat din întreaga lume. Acest rol a sporit vizibilitatea și influența lui Prevost în cadrul Bisericii Catolice, ridicându-i potențial profilul înaintea oricărui viitor conclav papal.
Prevost s-a confruntat cu critici din partea susținătorilor supraviețuitorilor abuzurilor comise de clerici cu privire la modul în care a gestionat acuzațiile de abuz sexual în timpul conducerii sale în ordinul augustinian și în Peru. Grupul de susținere SNAP a susținut că Prevost ar fi putut să nu acționeze împotriva acuzațiilor de abuz care îl implică pe Richard McGrath, fost președinte al Liceului Catolic Providence, permițându-i să rămână în funcție în ciuda acuzațiilor de lungă durată.

### Papalitatea (2025 – prezent)
Pe 8 mai 2025, în a doua zi a conclavului papal din 2025, Prevost a fost ales papă după cel de-al patrulea vot, devenind primul nord-american care a devenit papă. El a ales numele de Leon al XIV-lea.

## Titluri și blazon

Stema cardinalului Prevost
Stema papei Leon al XIV-lea